# Sperrstelle St. Antönien

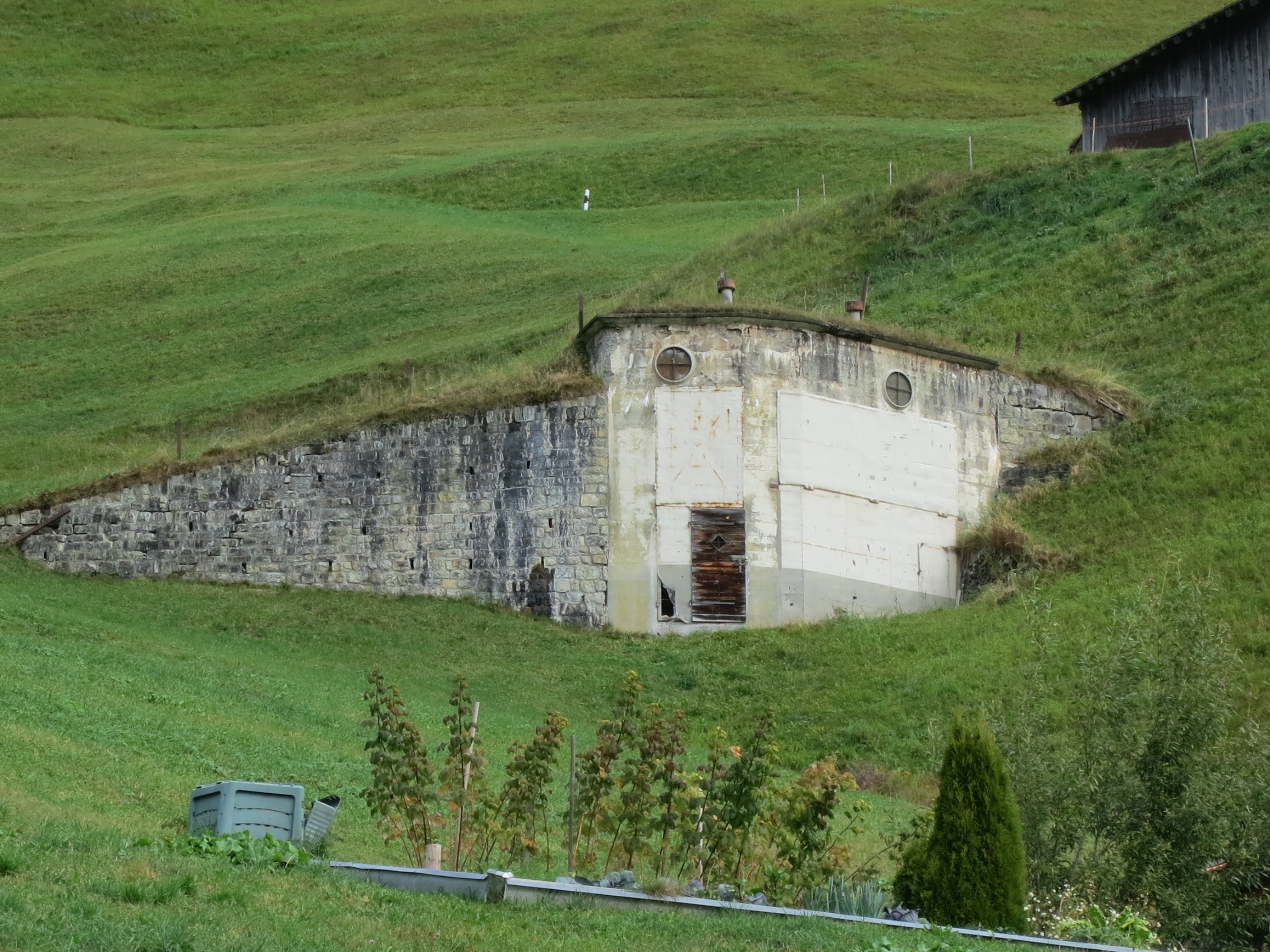
Bunker St. Antönien Nord/links A 7741

Die Sperrstelle St. Antönien (Sperre Nr. 1284) mit der Hauptsperrstelle Fröschenei-Gadenstätt-Chrüz-Stelserberg war eine Grenzbefestigung der Schweizer Armee. Sie ist eine im Zweiten Weltkrieg errichtete Sperre, die eine allfällige Umgehung der Festung Sargans über die Pässe bei St. Antönien verhindern sollte. Die Sperre wurde nacheinander von der Gebirgsbrigade 12, der Festung Sargans und der Grenzbrigade 12 betrieben. Mit der Auflösung der Grenzbrigade 12 wurden die Anlagen der Sperre 1994 entklassifiziert und aufgehoben.

## Vorgeschichte
Die strategische Bedeutung des Grenzgebietes wurde bereits 1799 offensichtlich, als die Österreicher unter General von Hotze während der Franzosenkriege aus dem Raum Schruns über die Pässe bei St. Antönien und bei Luzein in das Prättigau einfielen. 
Der geplante Bau der Festung Sargans erforderte auch die Befestigung der Prättigauer Pässe, die als Umgehungsrouten benützt werden konnten. Im Juni 1939 fand die erste Rekognoszierung statt, und im November wurde vom Büro für Befestigungsbauten (BBB) der Ausbruch von Kavernen beim grossen und kleinen Chrüz an private Baufirmen in Auftrag gegeben. 

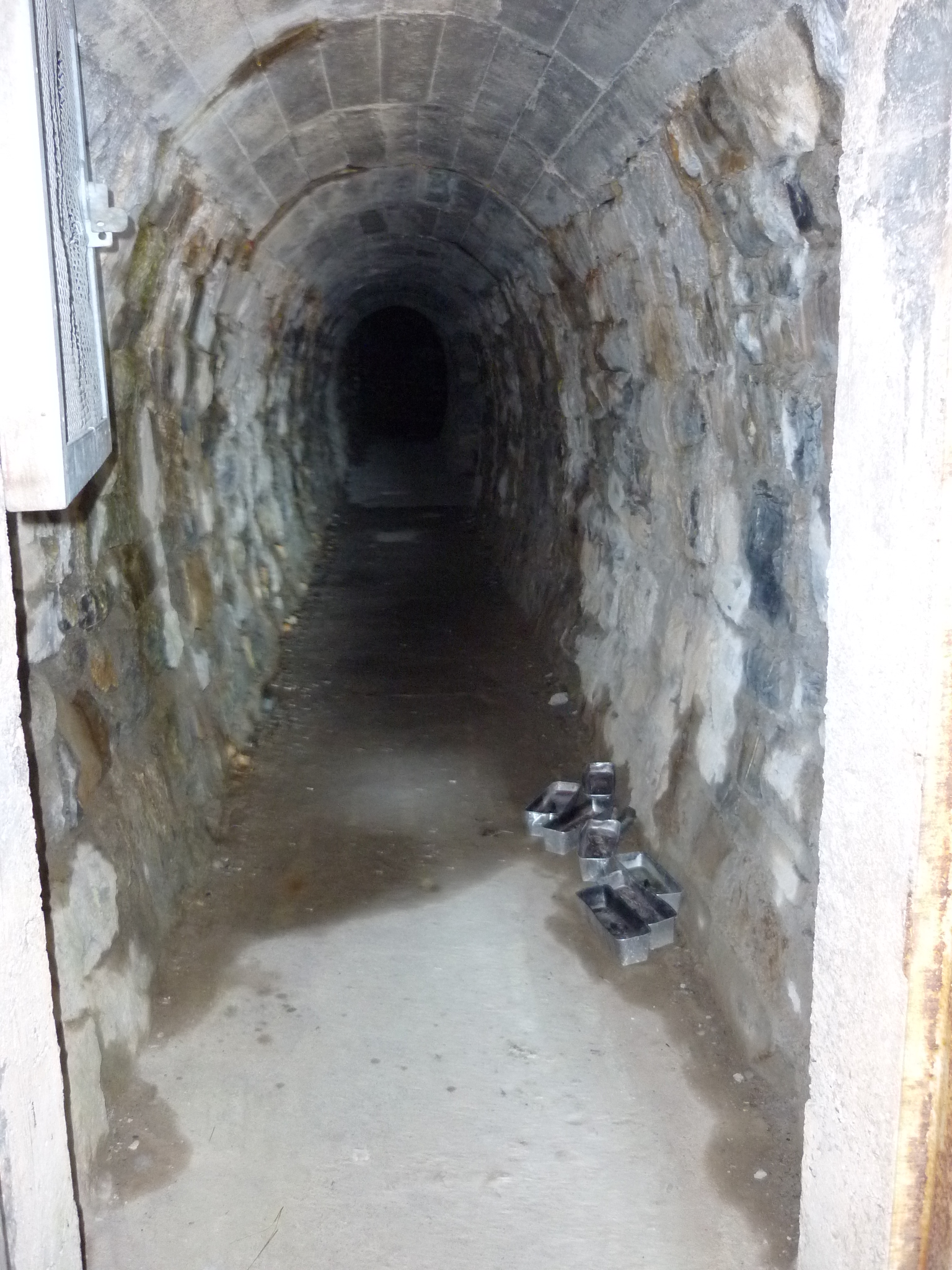
Stollen Chrüz Innen
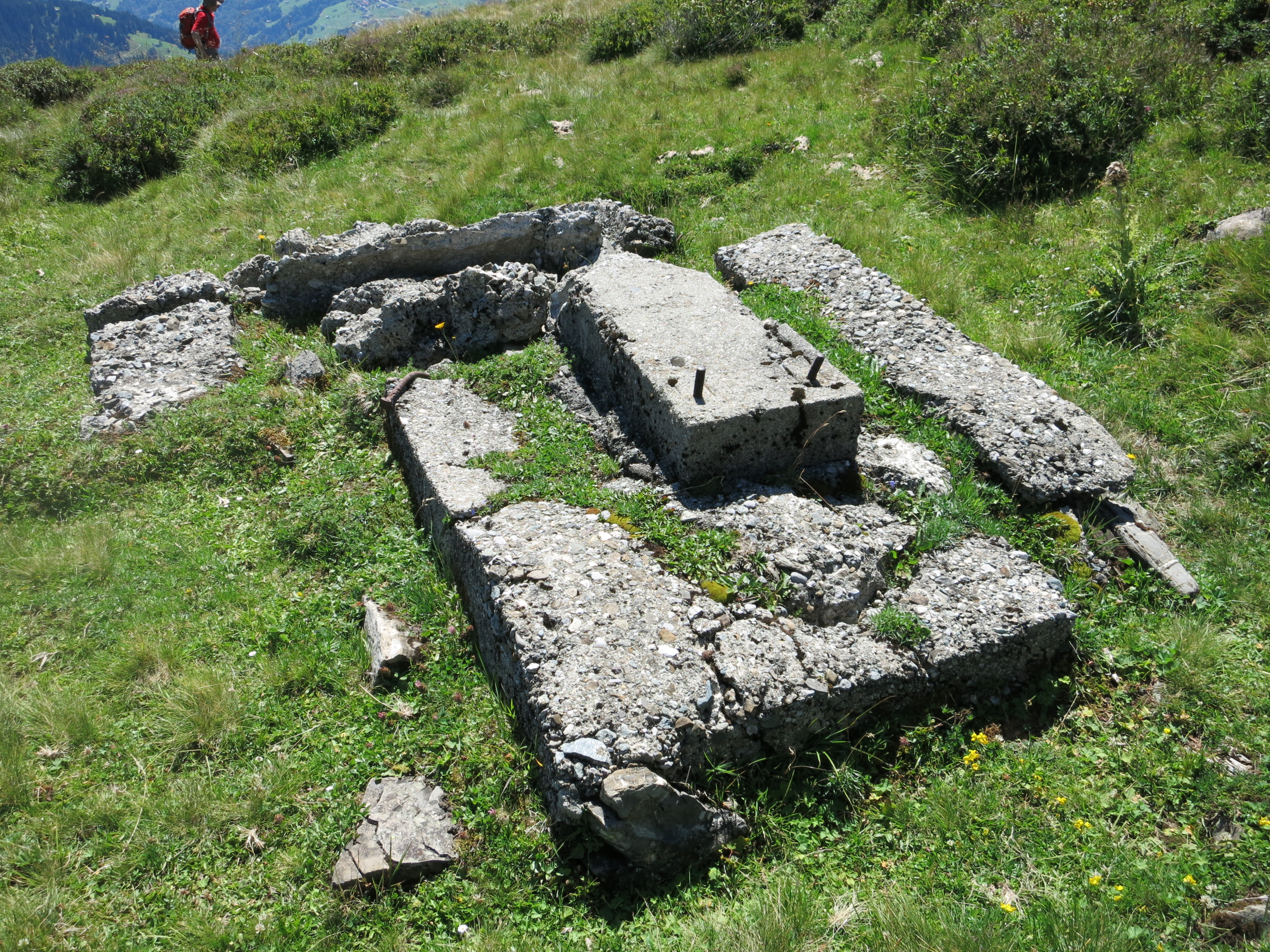
Fundament der Bauseilbahn am Ostfuss des Chrüz

## Zweiter Weltkrieg
Im Mai 1940 beschloss der Kommandant der Gebirgsbrigade 12 die Sperrstelle mit zwölf Bunkern und Truppenunterständen zu verstärken. Im Abwehrdispositiv auf dem Gebiet des Kantons Graubünden wurden alle Sperren bis 10 km von der Grenze entfernt gebaut, um den Gegner im grenznahen Vorland in einem Verzögerungskampf mit beweglicher Infanterie schwächen und seinen Nachschub mit der Sprengung der Verkehrsinfrastruktur (Brücken) behindern zu können. 
In St. Antönien wurde auf eine festungsbautechnisch einfachere Befestigung der grenznahen Passübergänge und Engpässe verzichtet und eine Vorsperre bei der Talenge Ascharina erstellt. Die zurück versetzte Hauptsperre musste mangels Engpass aufwändig auf einer 3 km langen Talflanke von Gadenstätt in Richtung Stelserberg errichtet werden. Der Bauplatz für den Bunkerbau befand sich in Luzein-Boden. Von dort führte die Militärseilbahn MSB111/114 zum Ostfuss des Chrüzgipfels.
Von Internierten wurde eine militärische Fahrstrasse von Luzein via Pany nach Gadenstätt errichtet. Anfang 1941 waren die ersten Stände schussbereit, und 1943 waren die Werke komplett fertig gestellt. 

## Vorsperre St. Antönien Platz
Die Vorsperre wurde 1940 gebaut:
- Infanteriebunker St. Antönien rechts A 7740, 1 Maschinengewehr (Mg), 1 Leichtes Maschinengewehr (Lmg), 10 Mann ⊙
- Infanteriebunker St. Antönien links A 7741, 1 Mg, 8 Mann⊙

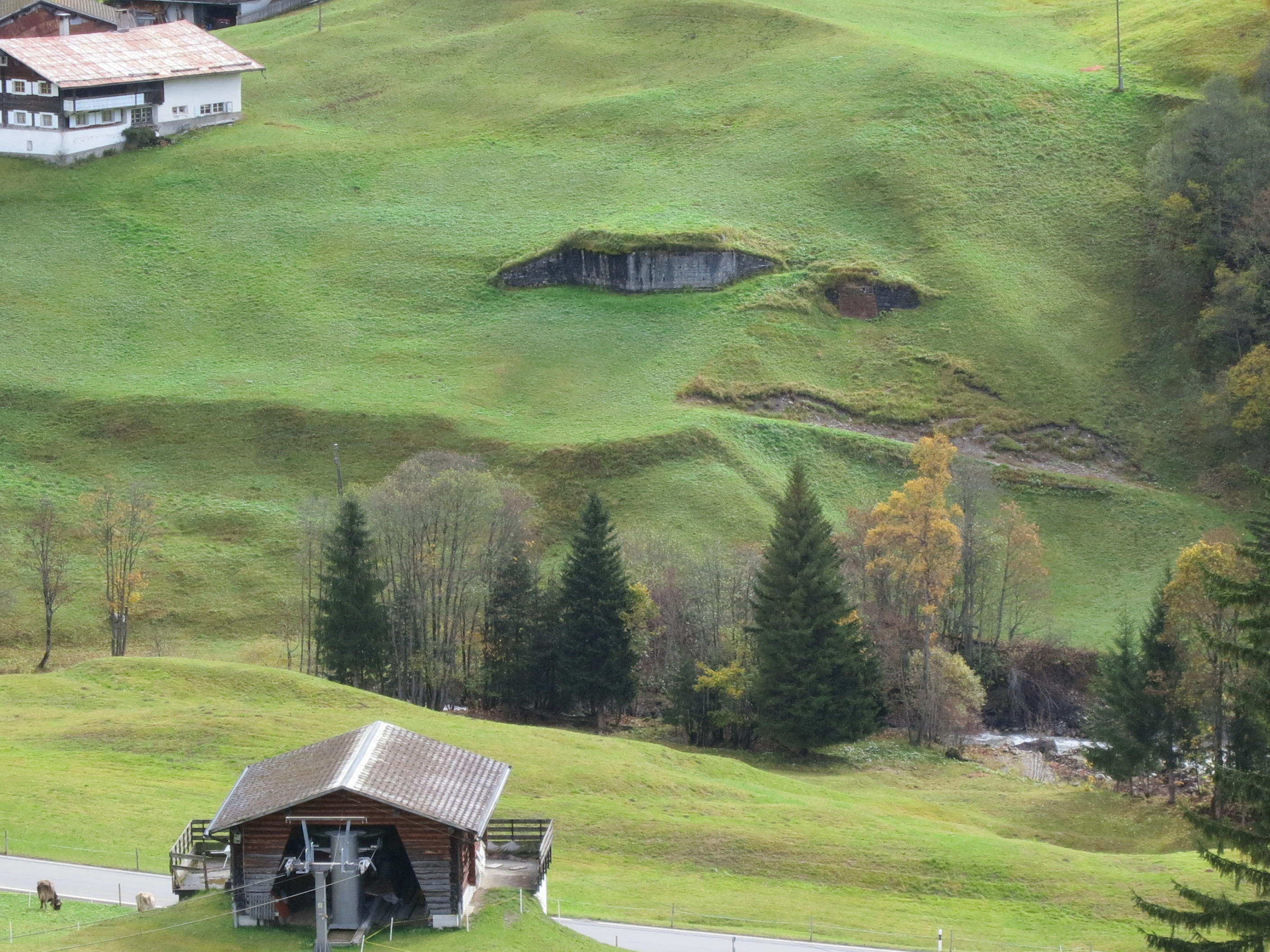
St. Antönien Süd/rechts A 7740

## Hauptsperre Fröschenei-Gadenstätt-Chrüz-Stelserberg
Die Hauptsperre wurde 1940 gebaut:
- Infanteriebunker Fröschenei A 7742, Kaverne, 1 Mg, 1 Lmg, 10 Mann ⊙
- Infanteriebunker Gadenstätt A 7743, 1 Mg, 8 Mann ⊙
- Infanteriebunker Gadenstätt hinten A 7744, 1 Mg, 7 Mann ⊙
- Infanteriebunker Gadenstätt oben A 7745, 1 Mg, 8 Mann ⊙
- Infanteriebunker Valpun A 7755, Kaverne 1940, 1 MG, 8 Mann ⊙
- Gebirgskaverne Chrüz Südwestgrat A 7751 ⊙
- Gebirgskaverne Chrüz Gafäll A 7751 ⊙

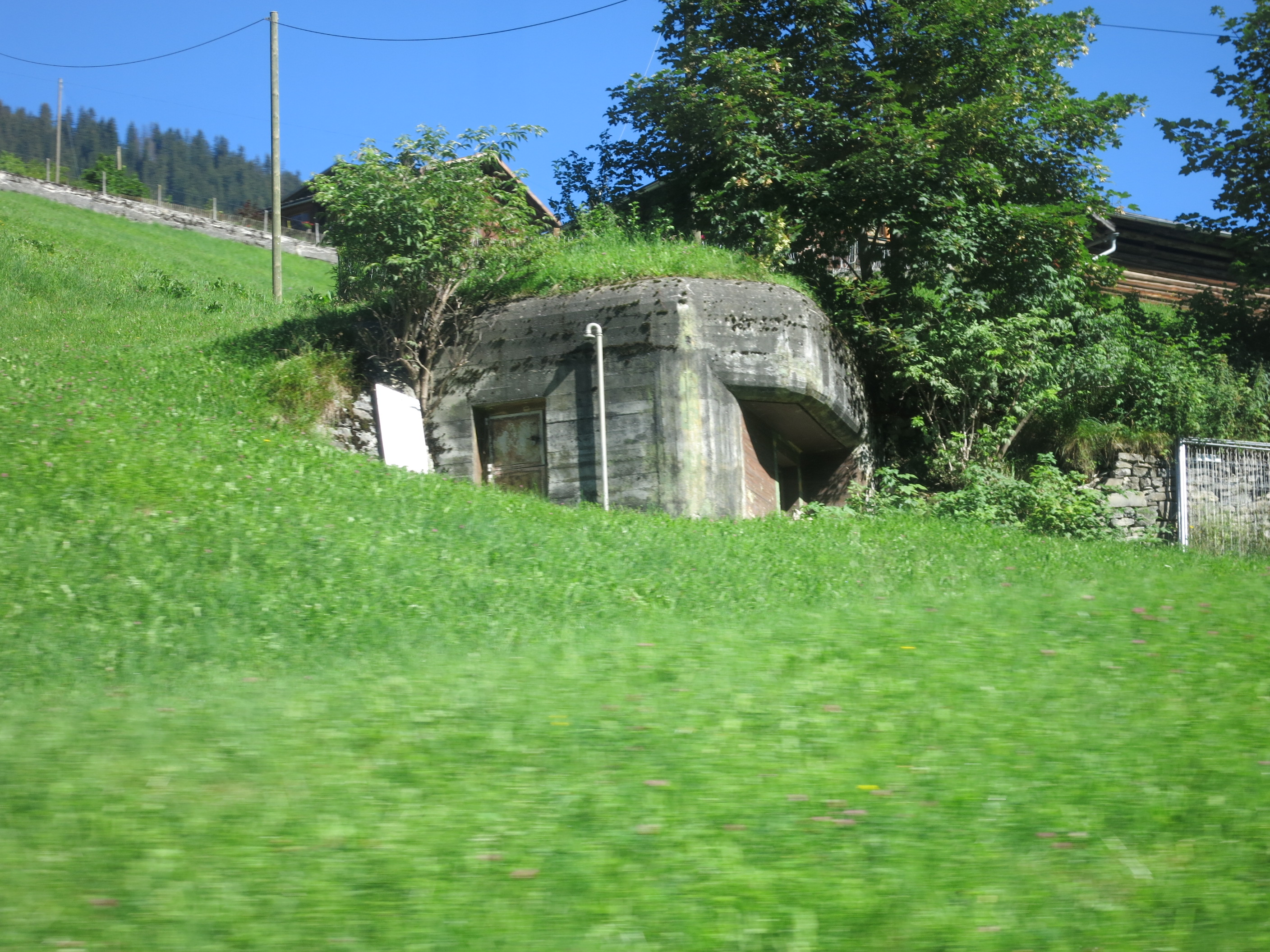
Gadenstätt A 7743
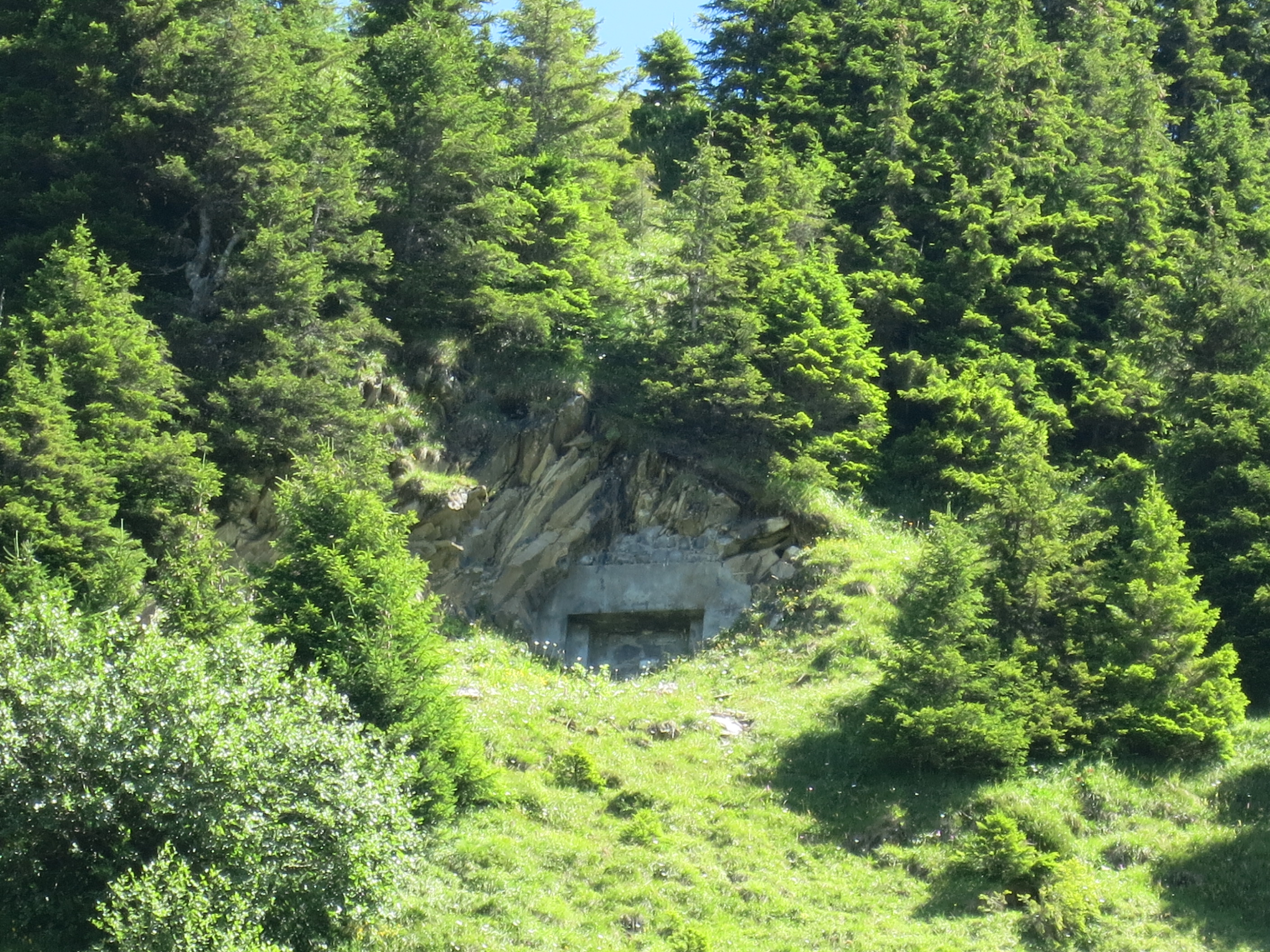
Valpun A 7755
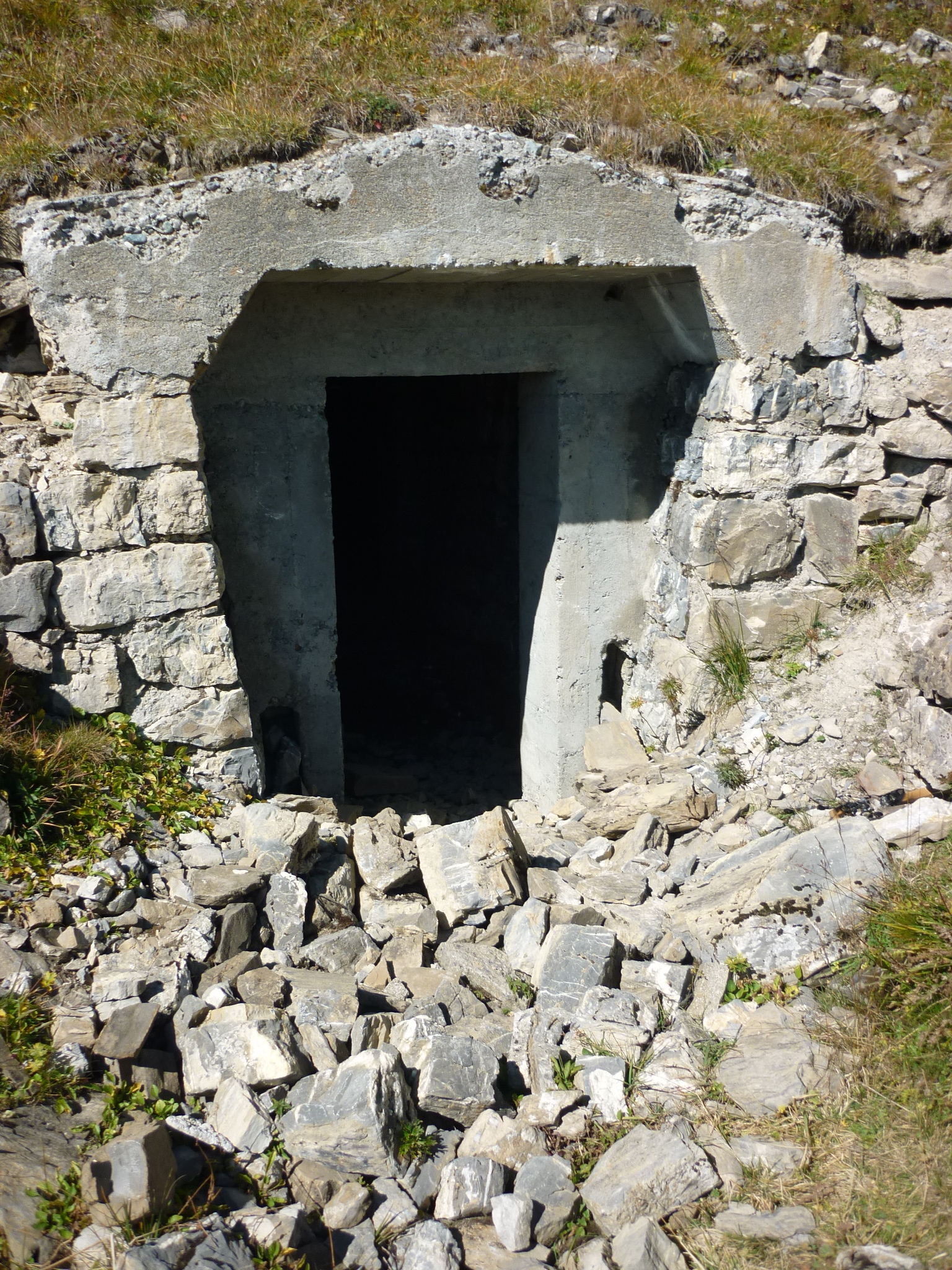
Stollen Chrüz Südwestgrat

- Infanteriebunker Boden Kuppe A 7746, 1 Mg, 1 Lmg, 12 Mann ⊙
- Infanteriebunker Boden West A 7747, 1 Mg, 1 Lmg, 12 Mann ⊙
- Infanteriebunker Oberer Boden Ost A 7748, 1 Mg, 2 Lmg, 12 Mann ⊙
- Infanteriebunker Oberer Boden West A 7749, 1 Mg, 1 Lmg, 10 Mann ⊙

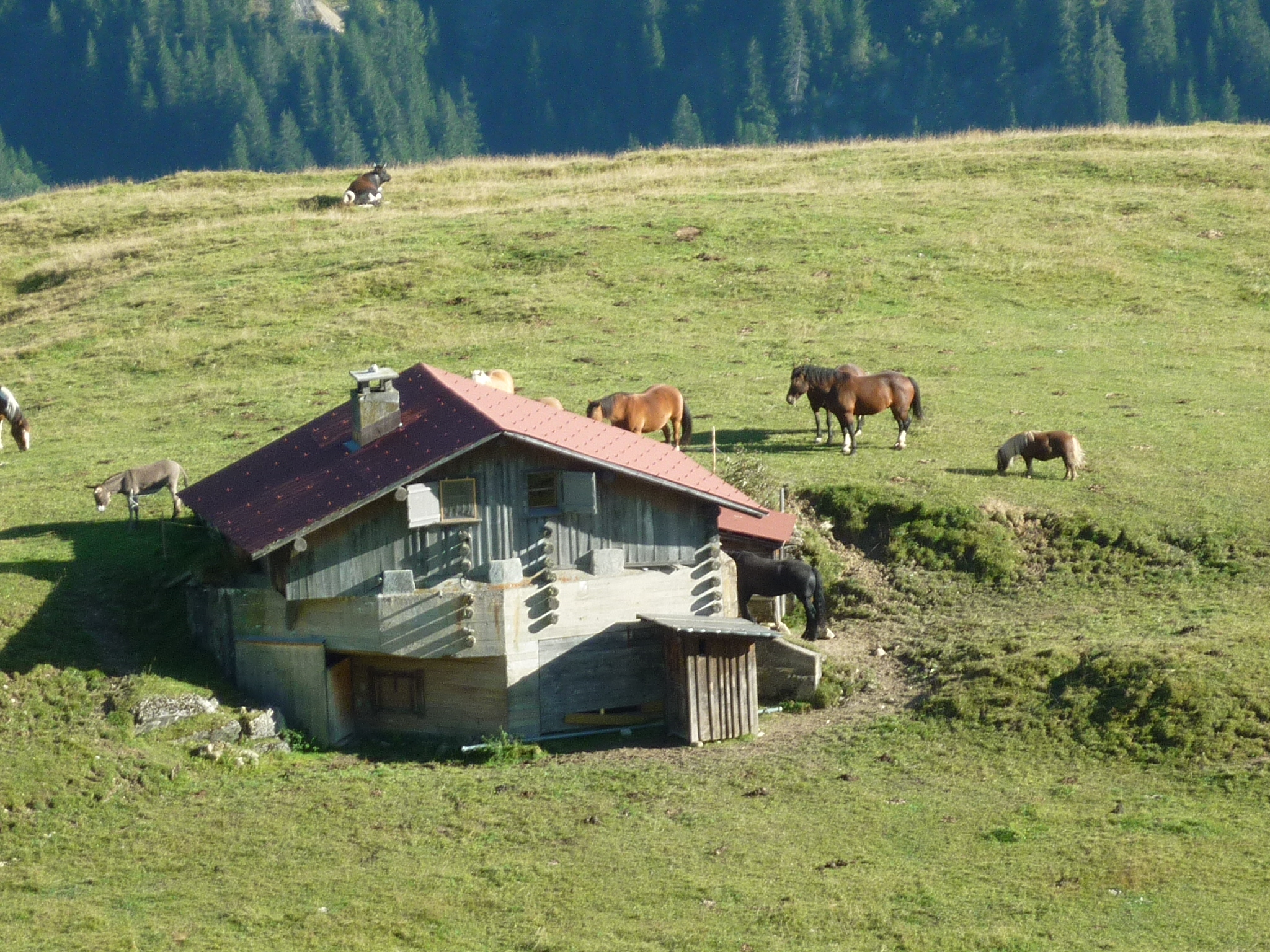
Luzein Boden Kuppe A 7746
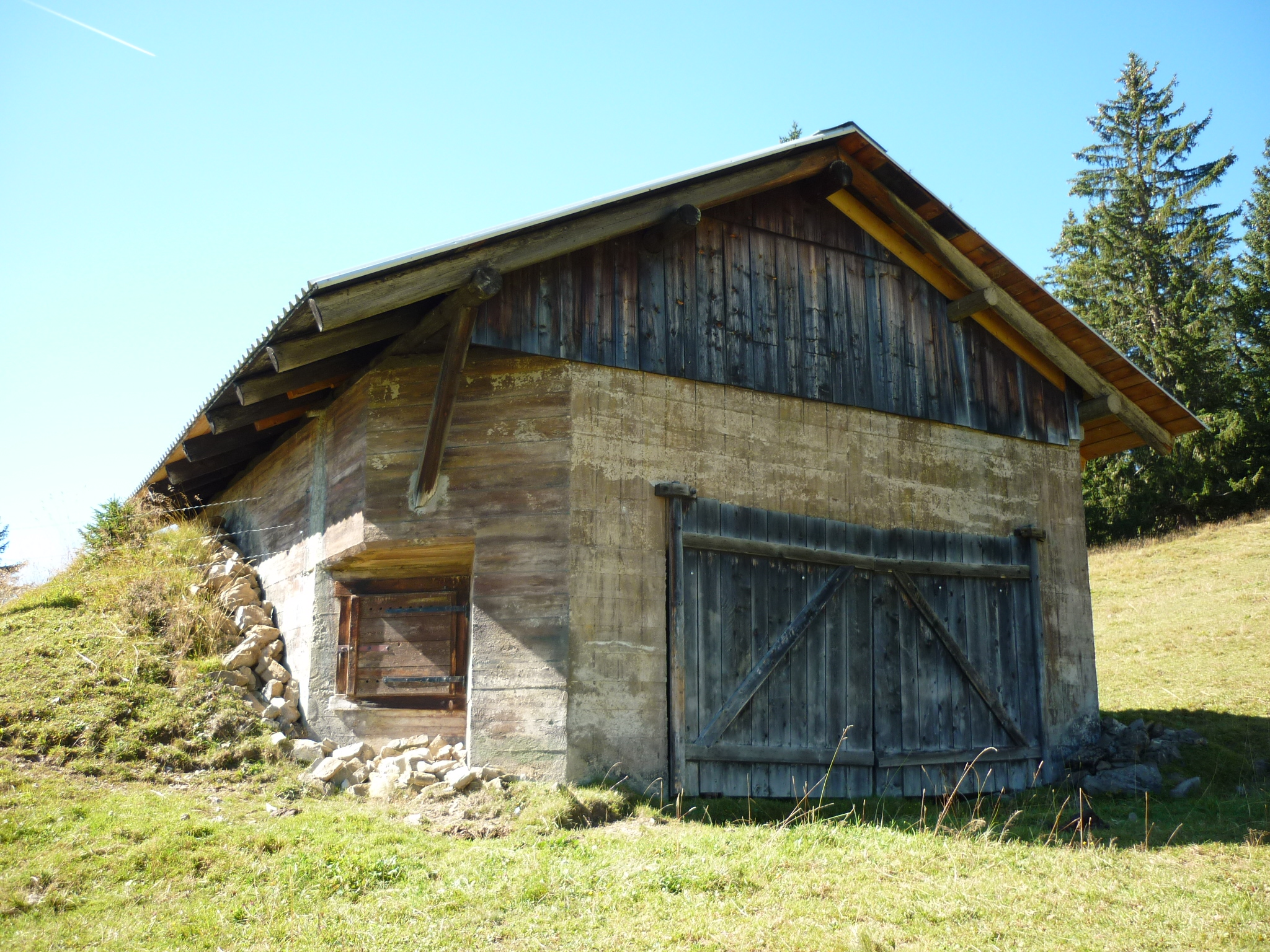
Luzein Boden West A 7747
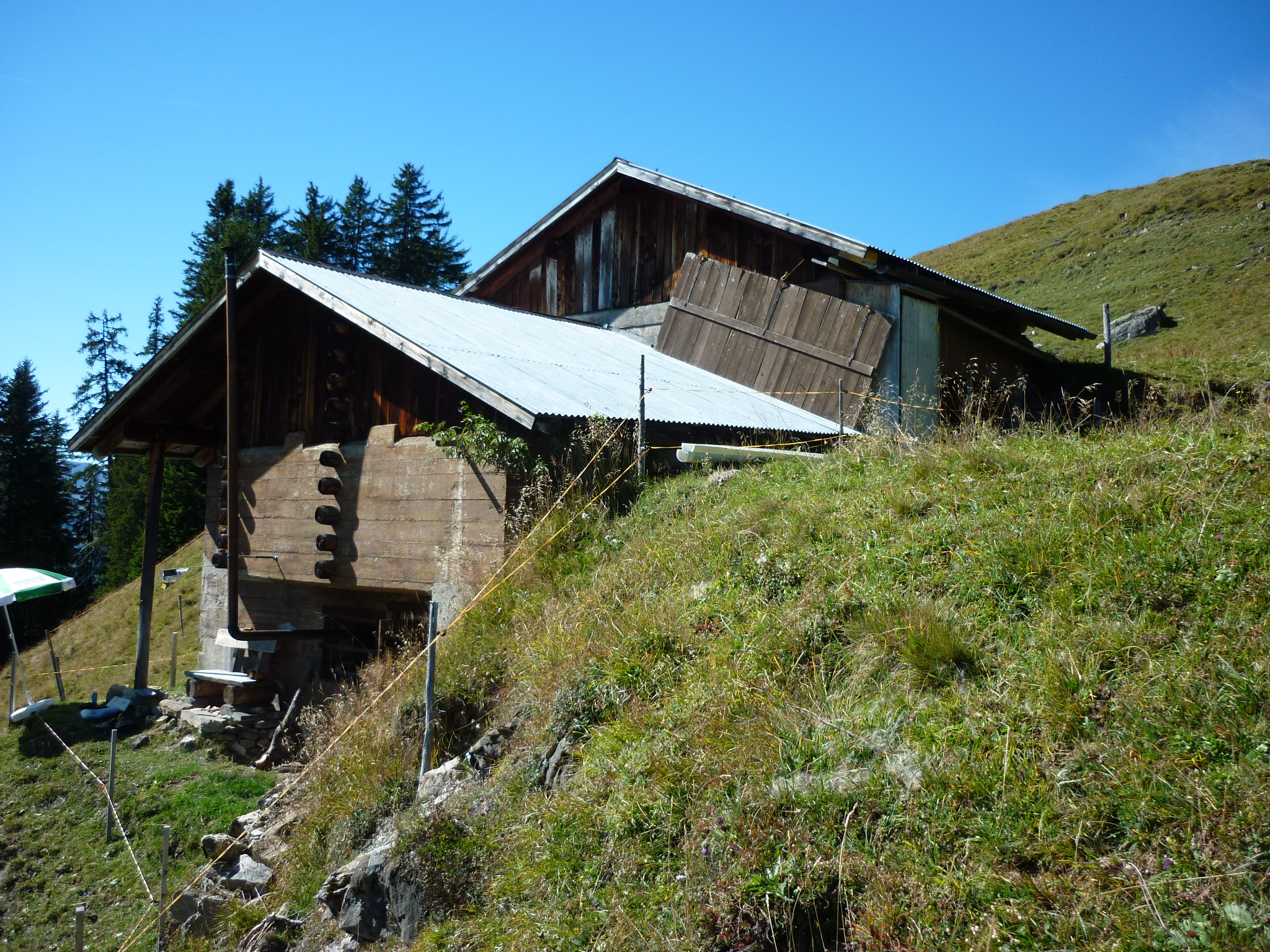
Luzein Oberer Boden Ost A 7748
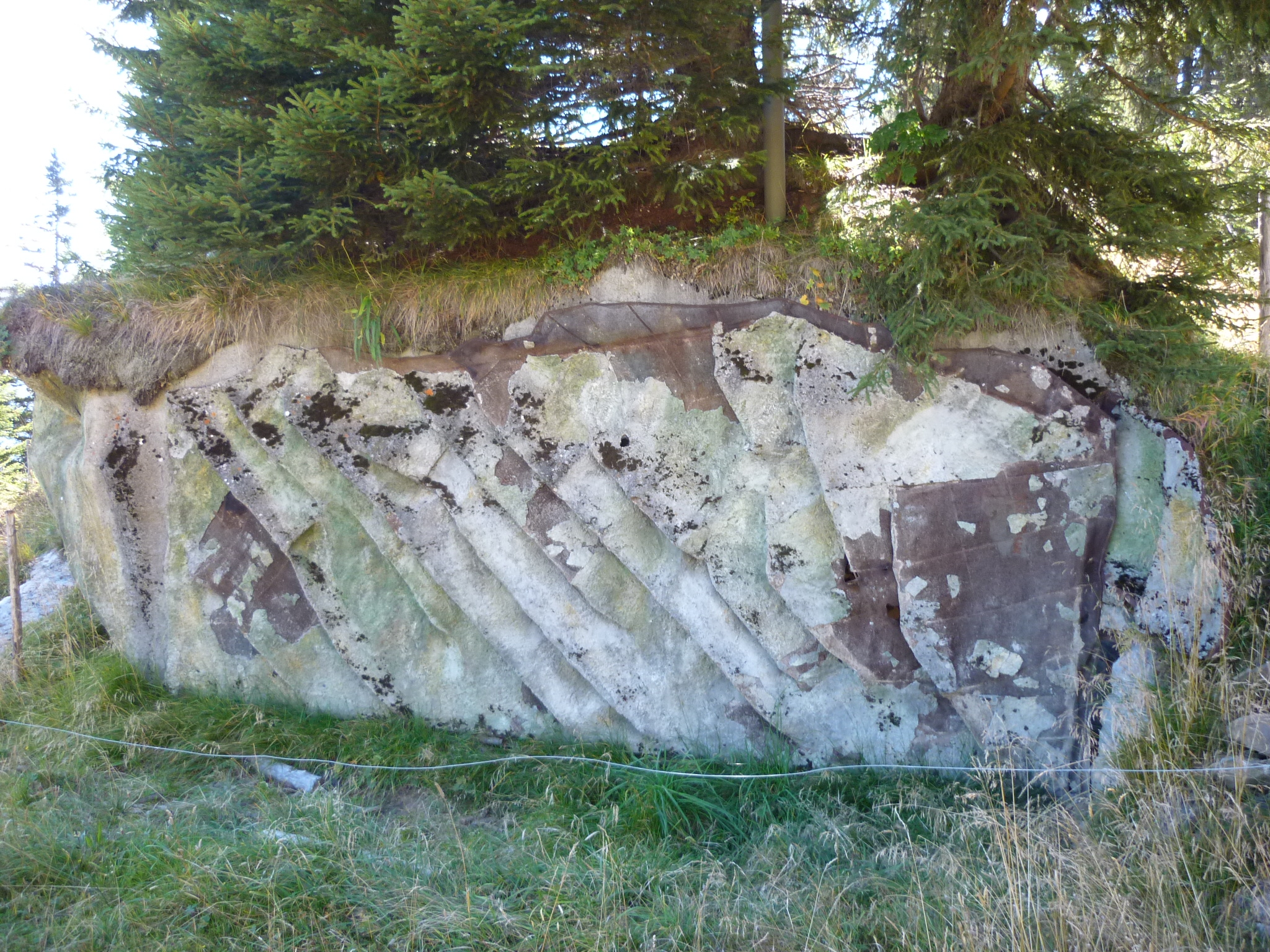
Luzein Oberer Boden West A 7749

- Infanteriebunker Stelsersee A 6288, 1 Mg, 2 Lmg, 8 Mann ⊙
- Infanteriebunker Stelserberg A 6289, 1 Mg, 1 Lmg ⊙
- Infanteriebunker Stelsersee West ⊙

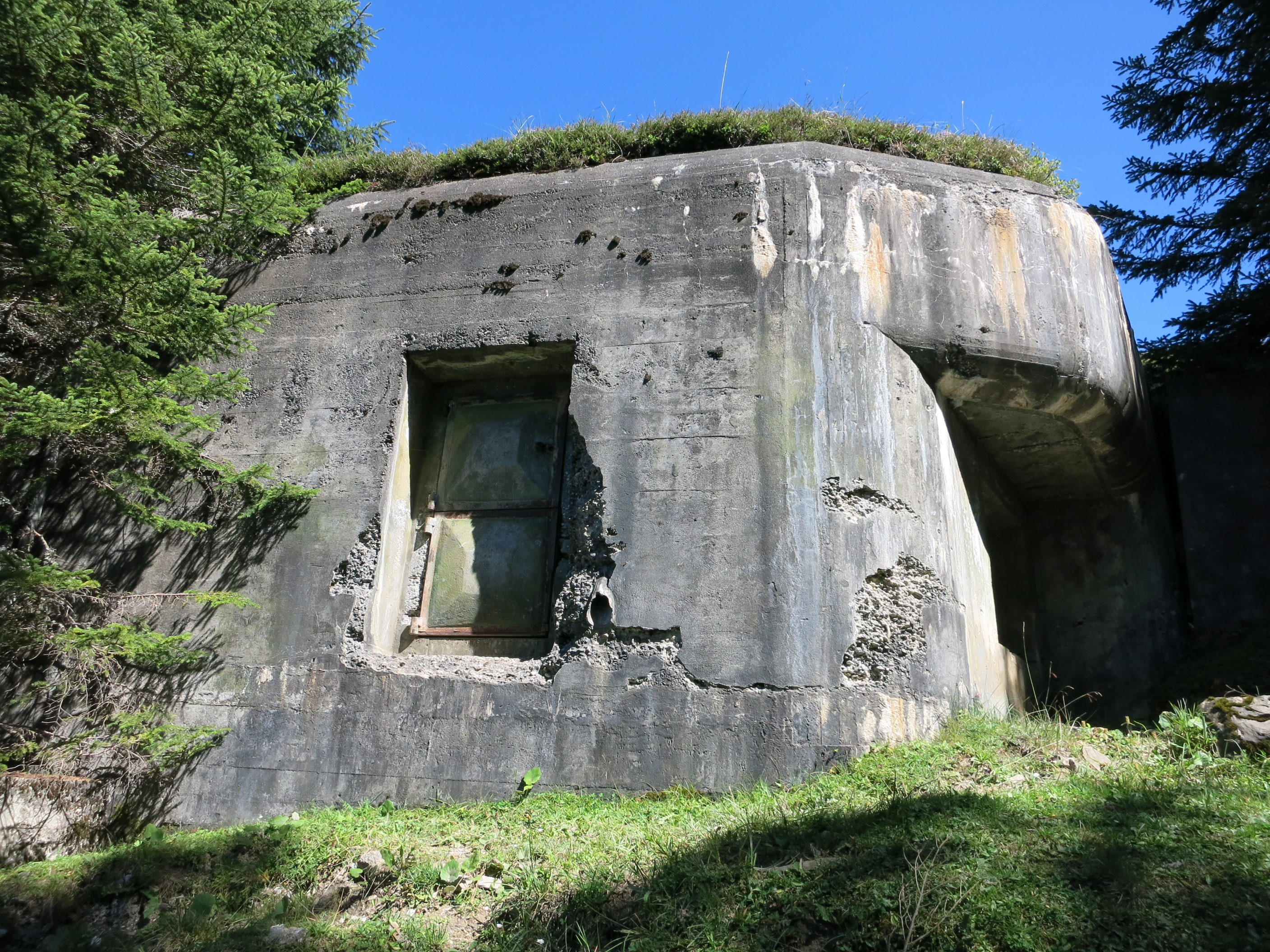
Stelsersee A 6288 Eingang und Ostscharte (rechts)
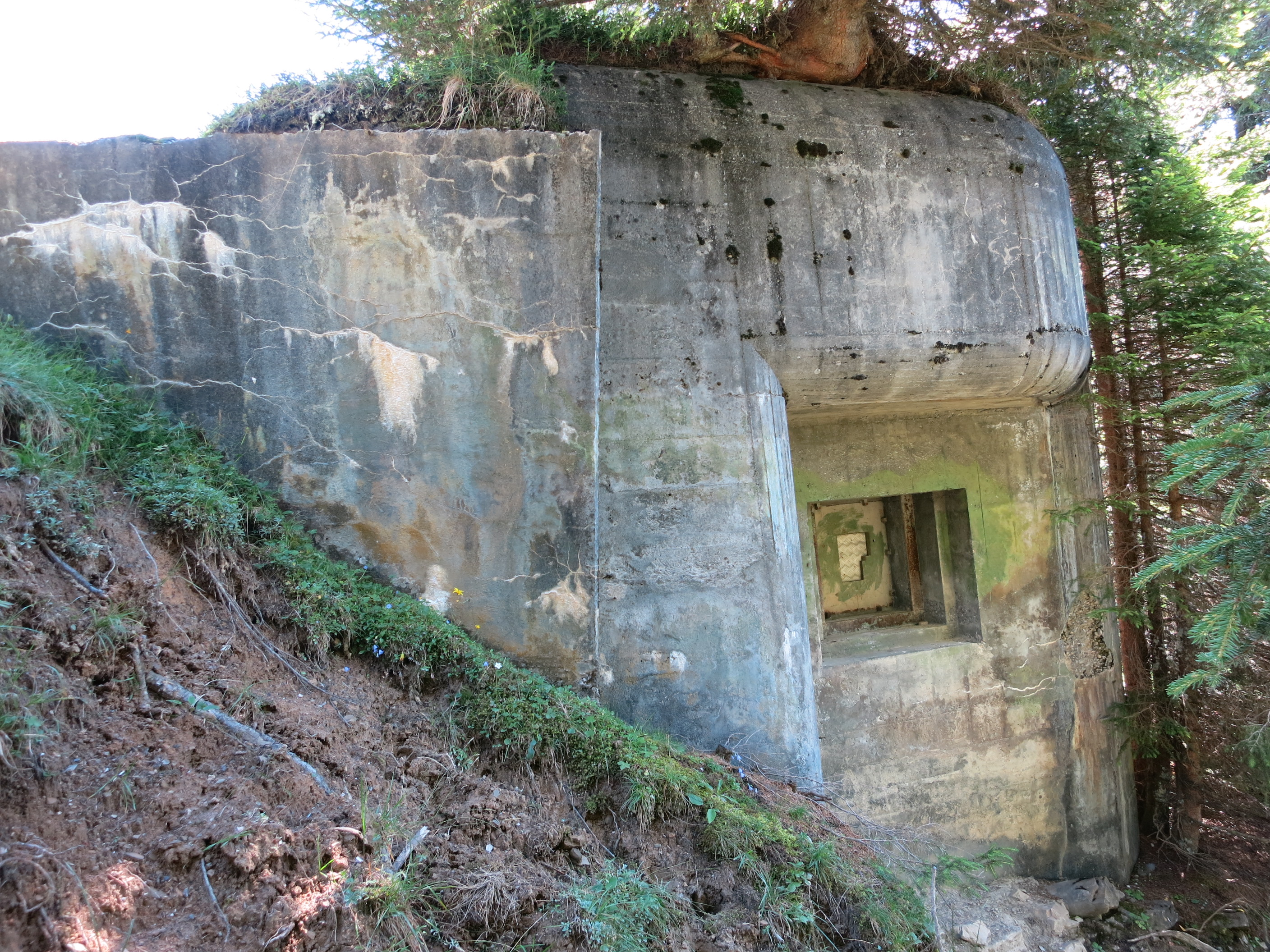
Stelsersee A 6288 Westscharte
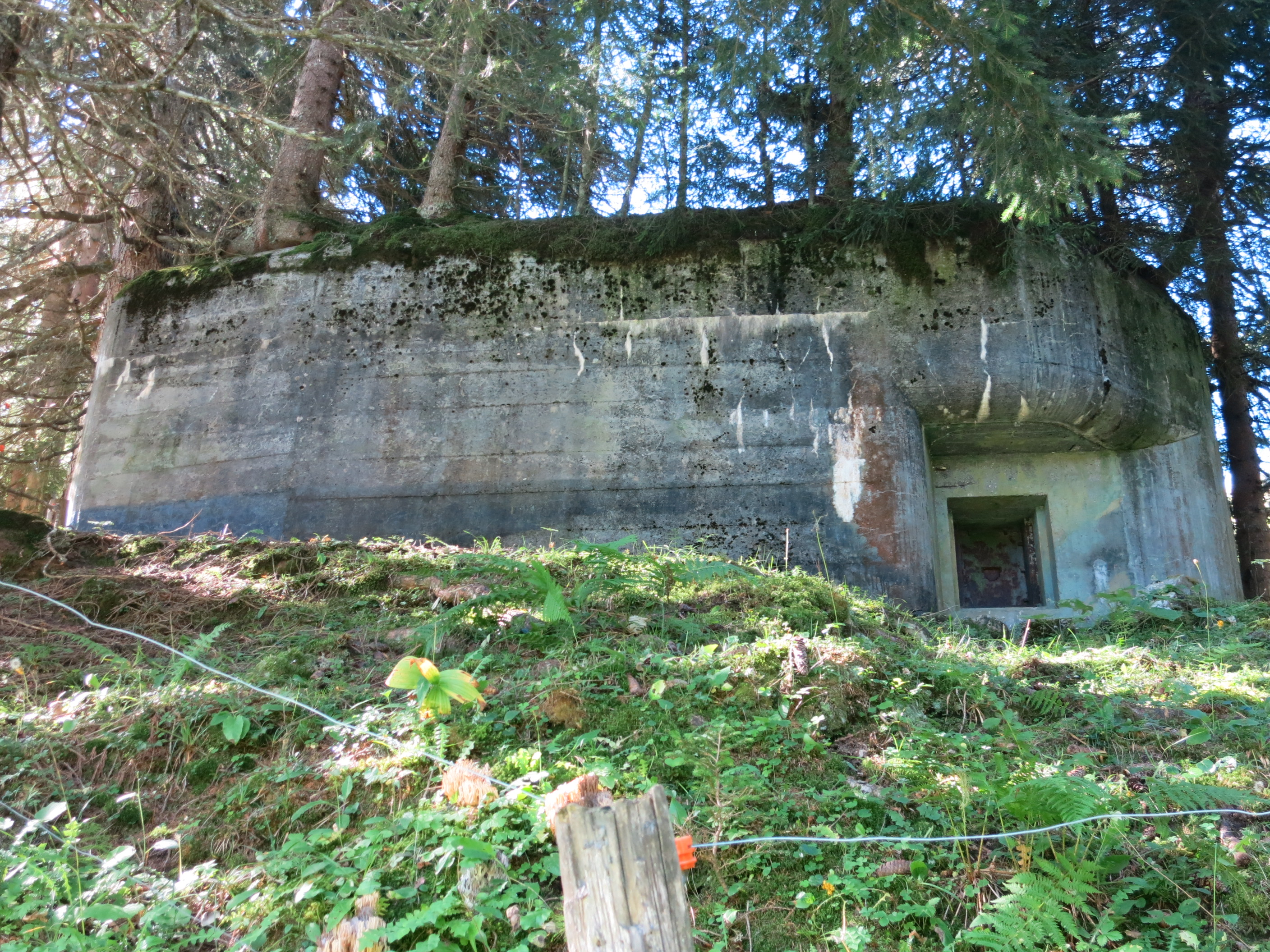
Stelserberg A 6289 Nordscharte

## Sperrstellen Pardenn und Schlappin
Die Sperrstellen Pardenn (Armeebezeichnung Nr. 1236) und Schlappin (Nr. 1285) hatten eine Umgehung der Festung Sargans durch das Schlappintobel und über die Silvretta zu verhindern. 
- Infanteriebunker Masura A 7727 ⊙
- Infanteriebunker Pardenn Brücke A 7728 ⊙
- Infanteriebunker Pardenn Strasse A 7729 ⊙
- Infanteriebunker Pardenn Weg A 7730 ⊙
- Infanteriebunker Pardenn Alp A 7731 ⊙
- Infanteriebunker Matatsch A 7732 ⊙
- Infanteriebunker Schlappin See A 7734	⊙
- Infanteriebunker Schlappin Wald A 7735 ⊙
- Lmg-Stand Donnerstein A 7736 ⊙
- Infanteriebunker Bernetshorn A 7737 ⊙

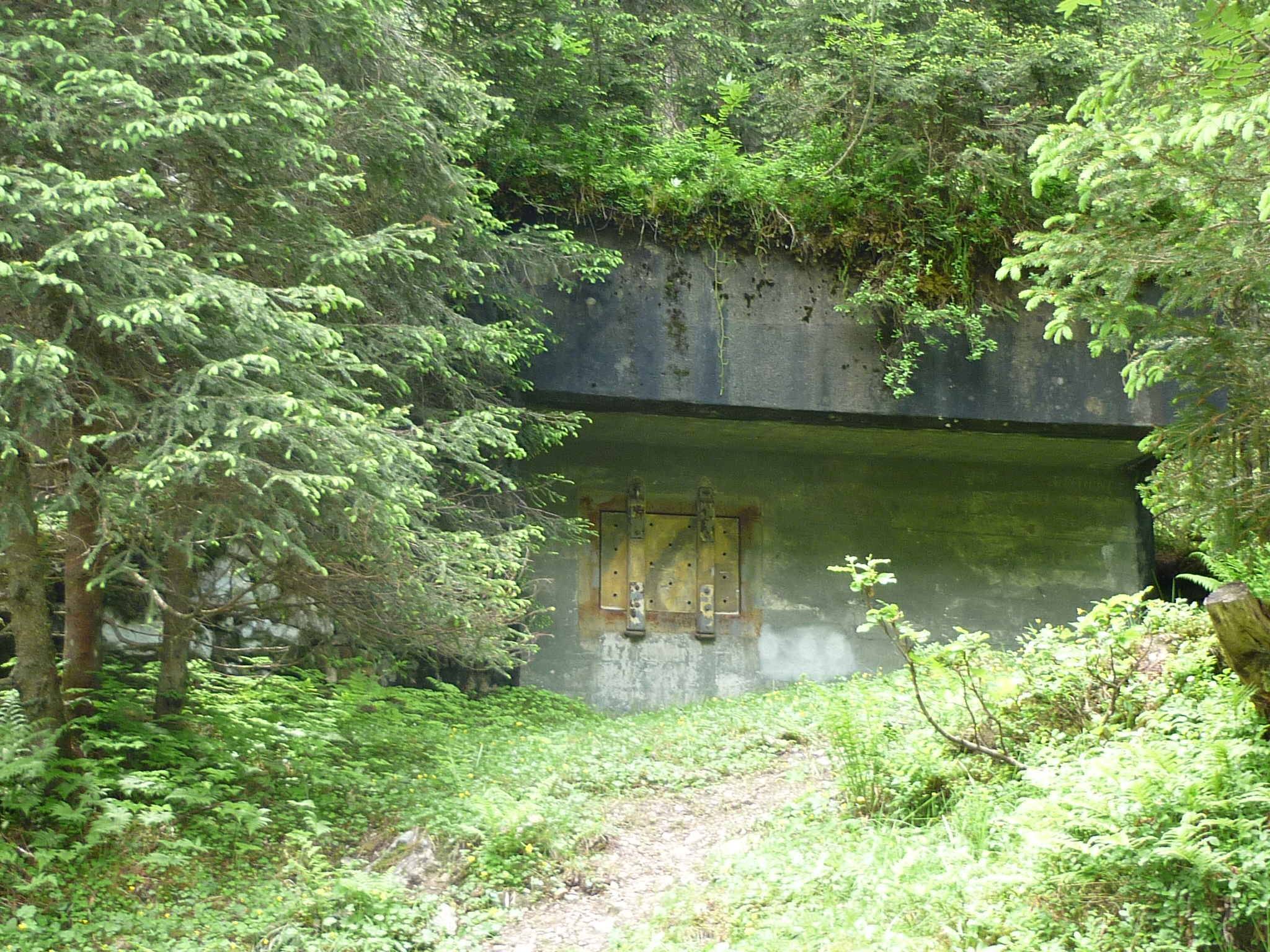
Infanteriebunker Pardenn Brücke A 7728
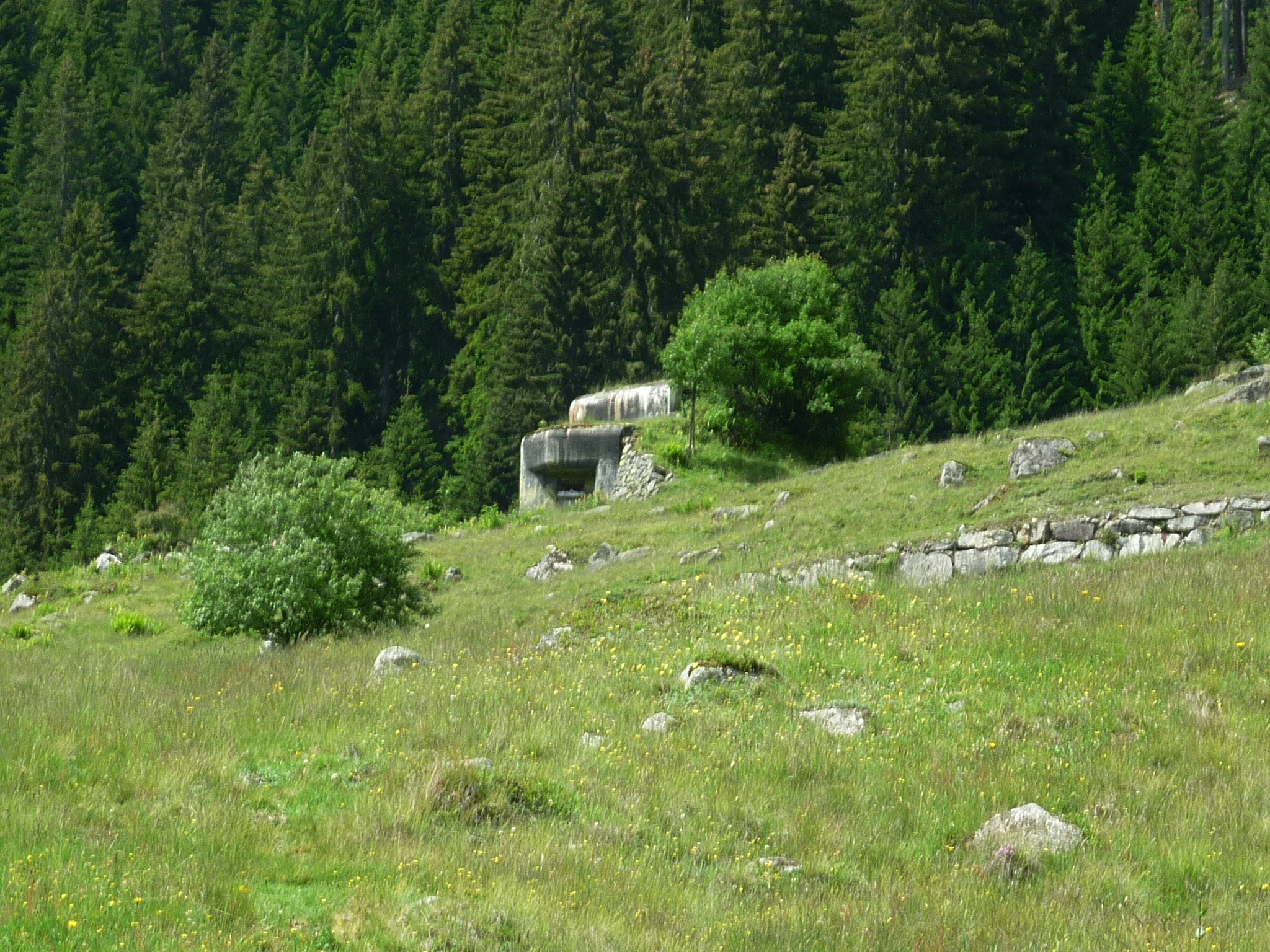
Infanteriebunker Pardenn Alp A 7731
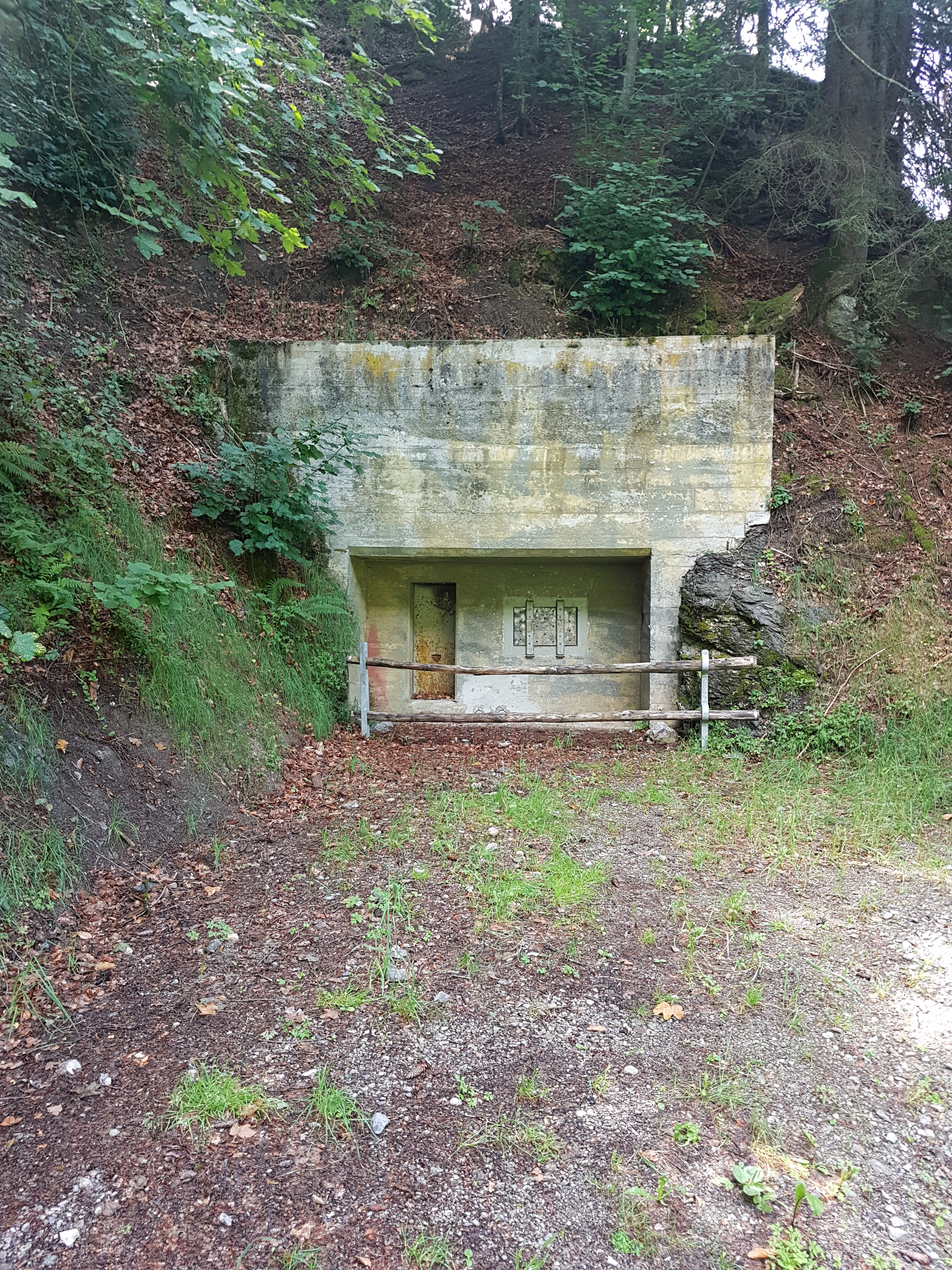
Infanteriebunker Matatsch A 7732

## Sperrstelle Laret
Mit der Sperrstelle Laret (Armeebezeichnung Nr. 1237) wurde der Übergang zwischen Klosters und Davos gesperrt.
- Infanteriebunker Höhwald A 7706		⊙
- Infanteriebunker Meierhof A 7707		⊙
- Infanteriebunker Lusiwald A 7708		⊙
- Infanteriebunker Landhaus A 7709		⊙
- Infanteriebunker Schulhaus A 7710		⊙
- Infanteriebunker Mönchalptal A 7711		⊙
- Infanteriebunker Mg Auf dem Bord A  7712		⊙
- Infanteriebunker Stöck A 7713		⊙
- Infanteriebunker Moos A 7714		⊙
- Infanteriebunker Moos A 7715		⊙
- Infanteriebunker Schwarzsee A 7716		⊙
- Infanteriebunker Schwarzsee A 7717		⊙
- Infanteriebunker Schwarzseealp A 7718		⊙
- Infanteriebunker Stützbach A 7719		⊙
- Infanteriebunker Gotschna A 7720		⊙

## Von der Gebirgsbrigade 12 zur Grenzbrigade 12
Die Gebirgsbrigade 12 hatte anfänglich den Auftrag, die Sperre St. Antönien Castels – Tschuggen, die Sperre Fröschenei – Gadenstätt und im Raum Kreuz – Stelserberg zu halten, um einen feindlichen Vormarsch zu verhindern.  Mit dem Operationsbefehl Nr. 13 vom 12. Juli 1943 wurde die Abschnittsgrenze zwischen dem 3. und 4. Armeekorps verschoben, wodurch die Sperrung der Zugänge vom Montafon ins Prättigau inklusive zwischen Sulzfluh und östlich des Schlappiner Jochs zu einer Aufgabe der Festung Sargans (Südfront, Festungsbrigade 13) wurde. Ihr erweiterter Verteidigungsauftrag lautete nun: klärt sofort nach Eintritt des Kriegszustandes ins Montafon auf und stört daselbst die Bewegungen des Feindes. Mit der Truppenordnung 51 wurde die Sperre der neu geschaffenen Grenzbrigade 12 zugeteilt.